# Søby (Ærø)
Søby is een plaats in de Deense regio Zuid-Denemarken, gemeente Ærø. De plaats telt 438 inwoners (2020). Søby heeft een veerverbinding met Fynshav op Als en Faaborg op Funen.